# أنطون ريختر
أنطون ريختر (بالألمانية: Anton Richter)‏ هو رباع نمساوي، (و. 1911 – 1989 م).

## وصلات خارجية
- أنطون ريختر على موقع اللجنة الأولمبية الدولية (الإنجليزية)
- أنطون ريختر على موقع أوليمبيديا (الإنجليزية)